# Спешни случаи в Питсбърг
„Спешни случаи в Питсбърг“ (на английски: The Pitt) е американски телевизионен сериал, медицинска драма. Прави дебюта си в стрийминг платформата „Макс“ на 9 януари 2025 година. Всеки епизод разглежда един час от 15-часова смяна в измислена болница в Питсбърг, САЩ.
Уебсайтът за събиране на рецензии Rotten Tomatoes отчита 93% рейтинг на одобрение за сериала със среден рейтинг 8/10, въз основа на 40 рецензии на критици.

## В ролите
- Ноа Уайли – Доктор Майкъл (Роби) Рабинавич
- Трейси Ифечоар – Доктор Хедър Колинс
- Патрик Бал – Доктор Франк Лангдън
- Катрин Ланаса – сестра Дейна Евънс
- Суприя Ганеш – Самира Моухан, трета година студент по медицина
- Фиона Дуриф – Доктор Каси Маккей
- Тейлър Диърдън – Доктор Мелиса (Мел) Кинг
- Иса Брионес – Доктор Тринити Сантос, стажант
- Джерън Хауел – Денис Уитакър, четвърта година студент по медицина
- Шабана Азиз – Виктория Джавади, трета година студент по медицина